# Dicranomyia curtata
Dicranomyia curtata är en tvåvingeart som först beskrevs av Alexander 1935.  Dicranomyia curtata ingår i släktet Dicranomyia och familjen småharkrankar. Inga underarter finns listade i Catalogue of Life.